# Phaeangella
Phaeangella is een geslacht van korstmossen dat behoort tot de familie Cordieritidaceae van de ascomyceten. De typesoort is Rhymbocarpus punctiformis.

## Soorten
Volgens Index Fungorum telt het geslacht elf soorten (peildatum februari 2022):
| Soortnaam                   | Auteur(s)                         | Publicatiejaar |
| --------------------------- | --------------------------------- | -------------- |
| Phaeangella abietina        | (Ellis & Everh.) Sacc. & D. Sacc. | 1906           |
| Phaeangella aceris          | (Hazsl.) Sacc. & D. Sacc.         | 1906           |
| Phaeangella aceris-tatarici | (Hazsl.) Sacc. & D. Sacc.         | 1911           |
| Phaeangella aggregata       | (Sacc.) Sacc. & D. Sacc.          | 1906           |
| Phaeangella anisospora      | Höhn.                             | 1924           |
| Phaeangella cesatii         | Sacc. & D. Sacc.                  | 1906           |
| Phaeangella heveae          | Massee                            | 1912           |
| Phaeangella potentillae     | (Hazsl.) Sacc. & D. Sacc.         | 1906           |
| Phaeangella pruinosa        | (Rostr.) Sacc. & D. Sacc.         | 1906           |
| Phaeangella socia           | Henn.                             | 1904           |
| Phaeangella ulicis          | (Cooke) Sacc. & D. Sacc.          | 1906           |